# Stobaera concinna
Stobaera concinna är en insektsart som först beskrevs av Stsl 1854.  Stobaera concinna ingår i släktet Stobaera och familjen sporrstritar. Inga underarter finns listade i Catalogue of Life.